# Huddinge (comuna)
Huddinge (em sueco: Huddinge kommun) é uma comuna da Suécia localizada no condado de Estocolmo. Sua capital é a cidade de Huddinge. Possui 131 quilômetros quadrados e segundo censo de 2018, havia 111 722 habitantes.
Está situada a sul da cidade de Estocolmo, e localizada na ilha de Södertörn, pertencente à província histórica da Södermanland. 

## Economia
Huddinge dispõe de um importante sector de serviços, com especial destaque para o Hospital Universitário Karolinska, a Escola Superior de Södertörn e a própria comuna. No sector industrial têm particular importância a Ericsson, a IKEA e a Siemens.

## Comunicações
A comuna de Huddinge é atravessada pelas estradas europeias E4 e E20, pela estrada nacional 73, assim como pela Linha do Oeste (Estocolmo–Gotemburgo).

### Reservas naturais
A comuna abrange as seguintes reservas naturais:
- Reserva Natural da península de Björksättra
- Reserva Natural Drevviken
- Reserva Natural Flemingsbergsskogen
- Reserva Natural Gladö Kvarnsjön
- Reserva Natural Gladöskogen
- Reserva Natural Gömmaren
- Reserva Natural Gömsta Äng
- Reserva Natural de Korpberget
- Reserva Natural de Lissmadalen
- Reserva Natural Lännaskogen
- Reserva Natural de Orlången
- Reserva Natural Paradiset
- Reserva Natural Trångsundsskogen